# Ferdinand von Hebra
Ferdinand von Hebra (ur. 7 września 1816 w Brnie, zm. 12 sierpnia 1880 w Wiedniu) – austriacki lekarz pochodzenia czeskiego. 

## Życiorys
Z wykształcenia dermatolog. Od 1849 roku piastował stanowisko profesora uniwersytetu w Wiedniu. Hebra opisał wiele nowych schorzeń skóry: rumień wysiękowy wielopostaciowy, łupież rumieniowaty i świeżbiączkę. Położył także podstawy pod nowoczesną klasyfikację chorób skóry. Ferdinand von Hebra stworzył szkołę dermatologii, przyczyniając się do wyodrębniania dermatologii w samodzielną dziedzinę medycyny. Ferdinand von Hebra był autorem klasycznego podręcznika chorób skóry Atlas der Hautkrankheiten.